# Нуху, Исаак
Исаак Нуху (англ. Isaac Nuhu; род. 22 июня 2002, Гана) — ганский футболист, полузащитник клуба «Эйпен».

## Клубная карьера
Нуху — воспитанник футбольной академии «Эспайр». В 2020 году Исаак подписал свой первый профессиональный контракт с бельгийским клубом «Эйпен». 10 августа в матче против «Ауд-Хеверле Лёвен» он дебютировал в Жюпиле лиге. В этом же поединке Исаак забил свой первый гол за «Эйпен».